# Spidsbladet hårstjerne
Spidsbladet hårstjerne (Syntrichia ruraliformis) er et almindeligt mos i Danmark på løs sandbund, især i den grå klit. Endelsen '-formis' i artsnavnet ruraliformis betyder, at arten er nært beslægtet med S. ruralis (taghårstjerne). Spidsbladet hårstjerne har tidligere været opfattet som en form eller varietet af taghårstjerne.